# سيموناس ستانكيفيشيوس
سيموناس ستانكيفيشيوس هو لاعب كرة قدم ليتواني في مركز الهجوم، ولد في 3 أكتوبر 1995 في مدينة بانيفيزيس في ليتوانيا. شارك مع منتخب ليتوانيا تحت 17 سنة لكرة القدم ومنتخب ليتوانيا تحت 18 سنة لكرة القدم ومنتخب ليتوانيا تحت 19 سنة لكرة القدم ومنتخب ليتوانيا تحت 21 سنة لكرة القدم ومنتخب ليتوانيا لكرة القدم. أما مع النوادي، فقد لعب مع أولدهام أثلتيك وليستر سيتي ونادي جالغيريس.

## وصلات خارجية
- سيموناس ستانكيفيشيوس على موقع قاعدة بيانات كرة القدم.إي يو (الإنجليزية)
- سيموناس ستانكيفيشيوس على موقع ناشيونال فوتبول تيمز (الإنجليزية)
- سيموناس ستانكيفيشيوس على موقع Soccerbase.com (لاعب) (الإنجليزية)
- سيموناس ستانكيفيشيوس على موقع Soccerway.com (الإنجليزية)